# Achatinella casta
Achatinella casta é uma espécie extinta de gastrópode da família Achatinellidae. Era endémica do Arquipélago do Havaí.